# Gajnan Sajdchużyn
Gajnan Rachmatowicz Sajdchużyn (ros. Гайнан Рахматович Сайдхужин, ur. 30 czerwca 1937 w Czelabińsku, zm. 13 maja 2015w Miami) – radziecki kolarz szosowy pochodzenia tatarskiego, brązowy medalista mistrzostw świata.

## Kariera
W 1963 roku, wspólnie z Wiktorem Kapitonowem, Anatolijem Olizarienką i Jurijem Mielichowem zdobył brązowy medal w drużynowej jeździe na czas na mistrzostwach świata w Ronse. Był to jedyny medal wywalczony przez niego na międzynarodowej imprezie tej rangi. Na tych samych mistrzostwach zajął także 24. miejsce w wyścigu ze startu wspólnego amatorów. Indywidualnie najlepszy wynik osiągnął podczas rozgrywanych dwa lata później mistrzostw świata w San Sebastián, kiedy w tej samej konkurencji uplasował się trzy pozycje wyżej. W 1960 roku zajął 31. miejsce ze startu wspólnego na igrzyskach olimpijskich w Rzymie, a cztery lata później, podczas igrzysk w Tokio był piąty w drużynie, a indywidualnie zajął 41. pozycję. Ponadto w 1958 roku wygrał wyścig Kalinin-Leningrad-Kalinin, rok później Grand Prix Sowieckij Sport, w 1960 roku Tour of Sochi, w 1962 roku był najlepszy w Wyścigu Pokoju, a w latach 1965 i 1967 zwyciężał we francuskim Grand Prix cycliste de L’Humanité. Kilkakrotnie zdobywał medale mistrzostw kraju, w tym trzy złote.